# Нектарид
Нектарид (лат. Nectaridus; ? — 367) — высокопоставленный военачальник поздней Римской империи, комит морских дорог (лат. comes maritimi tractus). Известен только по тексту «Деяний» Аммиана Марцеллина, других сведений, в том числе о его прямых предшественниках или преемниках, не имеется. Ему, предположительно, подчинялась вся система обороны Саксонского берега: флот и обе стороны пролива Ла-Манш, форты на материке и на западном побережье Британии.
По Марцеллину, Нектарид погиб в 367 году н. э. в результате скоординированных нападений варваров, что шокировало Валентиниана и нанесло серьёзный урон престижу империи. Позднее этот пост был реформирован, его полномочия разделили между собой ряд других военачальников, из которых прямым преемником считается (а иногда и отождествляется с ним) комит Саксонского берега.